# Caxton and CTP Publishers and Printers

Logo

Caxton and CTP Publishers and Printers Limited (Caxton / CTP) ist ein südafrikanischer Verlag mit Hauptsitz in Johannesburg. Eines der Hauptgeschäftsfelder ist die Herausgabe von Zeitungen und Magazinen. Die weitaus bekannteste Zeitung unter den verlegten Titeln ist hierbei The Citizen, bei dem Rest handelt es sich um kleinere Lokalblätter. Mit Farmers Weekly erscheint die älteste Zeitschrift Südafrikas. Neben diesem Bereich ist Caxton / CTP auch im Buchdruck, in der Verpackungsproduktion und anderem tätig.
Der Verlag beschäftigt etwa 5.000 Mitarbeiter und gehört zu den größten Südafrikas. Die Aktien von Caxton / CTP werden an der Johannesburger Börse gehandelt.

## Geschichte
1902 gründeten die zwei Geschäftsleute William Gindra und Edward Green eine Schreibwarenhandlung und Druckerei in Pretoria unter dem Namen Caxton. 1947 wurde Caxton eine Aktiengesellschaft und 1961 von „Eagle Press“ gekauft. Zur selben Zeit erfolgte auch der Kauf der ersten Zeitung, der The South African Jewish Times. Damit ging auch der Umzug in den Johannesburger Stadtteil Doornfontein einher. Caxton blieb jedoch trotz der Übernahme unter ihrem alten Namen an der Börse gelistet.
1968 wurde Caxton an „Felstar Publications“ verkauft. 1971 wurde mit The Blackheath Times die erste Gratiszeitung herausgegeben. 1985 übernahm Caxton im Rahmen eines Reverse Takeover die Druckerei „CTP (Cape and Transvaal Printers)“. 1987 wurde mit der „Argus Newspaper Group“ unter dem Namen „Newspaper Marketing Bureau (NMB)“ ein Joint Venture für die Anzeigenakquise gegründet, diese Zusammenarbeit endete jedoch im Januar 1995 mit dem Verkauf der „Argus Newspaper Group“ an das irische Unternehmen „Independent Newspapers“. Im Juli 1998 folgte die Fusion mit Perskor, damit gelangte die Tageszeitung The Citizen ins Sortiment. Perskor war auch zur Hälfte Eigentümer der großen afrikaanssprachigen Wochenzeitung Rapport gewesen, diese Anteile wurden aber bereits 1999 an den anderen Eigentümer „Naspers“ verkauft.

## Unternehmensdaten für das fiskalische Jahr 2007
- Vorstandsvorsitzender: Terry Moolman
- Erlös: 4,006 Milliarden Rand
- Gewinn: 830 Millionen Rand